# Eparchie Aleppo
Die Eparchie Aleppo (lateinisch Eparchia Aleppensis Chaldaeorum) ist eine in Syrien gelegene Eparchie der chaldäisch-katholischen Kirche mit Sitz in Aleppo mit Sitz in der Sankt-Joseph-Kathedrale. 

## Geschichte
Papst Pius XII. gründete am 3. Juli 1957 das Bistum mit der Apostolischen Konstitution Quasi pastor aus Gebietsabtretungen der aufgelösten Eparchie Gazireh.

## Umfang und heutige Situation
2011 umfasste die Eparchie Aleppo, die für die Chaldäer in ganz Syrien verantwortlich ist, 14 Parochien mit 30.000 chaldäischen Christen. Diese beziehungsweise ihre Vorfahren hatten nach Angaben des Bischofs Antoine Audo nach schrecklichen Verfolgungen im osmanischen Reich schließlich ein positives Zusammenleben mit Muslimen in Syrien erlebt, doch durch den Bürgerkrieg scheint sich nun für viele die Geschichte zu wiederholen.

## Bischöfe von Aleppo
- Paul Cheikho (28. Juni 1957 – 13. Dezember 1958, Patriarch von Babylon)
- Stéphane Bello OAOC (23. Oktober 1959 – 26. November 1989)
- Antoine Audo SJ (seit 18. Januar 1992)